# Вайнштейн, Боб
Роберт «Боб» Вайнштейн (англ. Robert «Bob» Weinstein; родился 18 октября 1954 года) — американский продюсер, сценарист, режиссёр. Основатель киностудии «Dimension Films», бывший глава киностудии «Miramax». Младший брат Харви Вайнштейна.

## Биография
Боб Вайнштейн родился 18 октября 1954 года. Его родители исповедовали иудаизм. После окончания колледжа Боб вместе со своим братом Харви занимался организацией рок-концертов. В конце 1970-х братья Вайнштейны на средства, вырученные от организации концертов, основали небольшую кинокомпанию «Miramax», которую они назвали в честь своих родителей, Мириам и Макса. Первоначально «Miramax» задумывалась как компания по производству независимого некоммерческого кино.
В 1993 году студия «The Walt Disney Company» предложила Харви и Бобу купить «Miramax» за 60 миллионов долларов. Братья дали согласие при условии, что они останутся во главе компании. 29 марта 2005 года братья уволились из «Miramax» и основали продюсерскую компанию «The Weinstein Company».

## Фильмография

### Продюсер
- Настоящая любовь (1993)
- Клерки (1994)
- Криминальное чтиво (1994)
- Постовой на перекрёстке (1995)
- Дым (1995)
- Английский пациент (1996)
- Крик (1996)
- Крик 2 (1997)
- Очень страшное кино (2000—2006)
- Чикаго (2002)
- Давайте потанцуем (2004)
- Авиатор (2004)
- Убить Билла 1,2 (2003—2004)
- Город грехов (2005)
- Приключения Шаркбоя и Лавы (2005)
- Великий рейд (2005)
- Братья Гримм (2005)
- Цена измены (2005)
- Школа негодяев (2006)
- Грайндхаус (2007)
- Доказательство смерти (2007)
- Планета страха (2007)
- Дневники няни (2007)
- Хеллоуин 2007 (2007)
- Рэмбо IV (2008)
- Супергеройское кино (2008)
- Киллер (2008)
- Бесславные ублюдки (2009)
- Хэллоуин 2 (2009)
- Стать Джоном Ленноном (2009)
- Девять (2009)
- Бунтующая юность (2009)
- Пираньи 3D (2010)
- Король говорит! (2010)
- Все самое лучшее (2010)
- Боец (2010)
- Крик 4 (2011)
- Красная Шапка против зла (2011)
- Дети шпионов 4D (2011)
- Аполлон 18 (2011)
- Артист (фильм) (2011)
- Как по маслу (2011)
- Я не знаю, как она делает это (2011)
- 7 дней и ночей с Мэрилин (2011)
- Пираньи 3DD (2012)
- Мой парень — псих (2012)
- Джанго освобождённый (2012)
- Очень страшное кино 5 (2013)
- Мрачные небеса (2013)
- Дворецкий (2013)
- Побег с планеты Земля (2013)
- В бегах (2013)
- Август (2013)
- Академия вампиров (2014)
- Французская сюита (2014)
- Город грехов 2: Женщина, ради которой стоит убивать (2014)
- Большие глаза (2014)
- Приключения Паддингтона (2014)
- Марко Поло (телесериал) (2014)
- Кэрол (2015)
- Крик (телесериал) (2015)
- Левша (2015)
- Омерзительная восьмёрка (2015)
- Женщина в золоте (2015)
- Джейн берёт ружьё (2016)
- Война и мир (2016)
- Синг Стрит (2016)
- Лев (2016)
- Основатель (2016)
- Золото (2016)
- Ветреная река (2017)
- Синяя бездна (2017)
- Ужас Амитивилля: Пробуждение (2017)
- Тюльпанная лихорадка (2017)
- Война токов (2017)
- Восставший из ада 10: Приговор (2018)

### Режиссёр
- Держи кулаки (1986)

### Сценарист
- Сожжение (1981)